# عمیدآباد علیا
عمیدآباد علیا یک روستا در ایران است که در دهستان درمیان واقع شده‌است. عمیدآباد علیا ۲۴ نفر جمعیت دارد.